# Abigail (aktorka)
Abigail, właściwie Abigail Rogan (ur. 23 lipca 1946 w Londynie) – australijska aktorka filmowa i teatralna.
Po przyjeździe do Australii zagrała kilka drobnych ról zarówno w teatrze, jak i w filmie. Przełomem okazał się występ w sztuce There's a Girl in My Soup, zaś sławę przyniosła jej rola Bev Houghton w operze mydlanej Number 96.
W 1973 roku ukazała się jej autobiografia zatytułowana Call Me Abigail; w ciągu dwóch tygodni od wejścia na rynek sprzedano 150 tysięcy egzemplarzy.
W 1977 roku wystąpiła w filmie Summer City, będącym aktorskim debiutem Mela Gibsona.